# تستوسترون
تِستوستِرون (به انگلیسی: Testosterone) یک هورمون جنسی و استروئید آنابولیک مهم موجود در بدن پستان‌داران از جمله انسان (به ویژه مردان) است که اثرات آندروژنیک و آنابولیک دارد.
تستوسترون در مردان، دارای وظایف متعددی است. این هورمون در توسعه دستگاه تولید مثل در مردان و اندام‌هایی از جمله بیضه‌ها و پروستات، نقشی کلیدی دارد. این هورمون همچنین در بروز صفات ثانویه جنسی مانند افزایش حجم و رشد عضلات و استخوان‌ها و رویش موهای بدن، نقش مهمی دارد. علاوه بر این‌ها تستوسترون در سلامتی کلی بدن، نوع رفتارها و پیشگیری از پوکی استخوان در مردان، نقش دارد. تستوسترون با افزایش پرخاشگری، میل جنسی، چیرگی، نمایش جفت‌خواهی، و طیف گسترده‌ای از ویژگی‌های رفتاری مرتبط است. علاوه بر این، تستوسترون در سلامت و تندرستی هر دو جنس نقش دارد و بر خلق و خوی کلی، شناخت، رفتار اجتماعی و جنسی، متابولیسم و برون‌ده انرژی، سیستم قلبی عروقی و پیشگیری از پوکی استخوان تأثیر قابل توجهی می‌گذارد. سطوح ناکافی تستوسترون در مردان می‌تواند به ناهنجاری‌هایی از جمله ضعف، تجمع بافت چربی در بدن، اضطراب و افسردگی، مسائل مربوط به عملکرد جنسی و تحلیل استخوان منجر شود. سطوح بیش از حد تستوسترون در مردان می‌تواند با هایپرآندروژنیسم، خطر بیشتر نارسایی قلب، افزایش مرگ‌ومیر در مردان مبتلا به سرطان پروستات، و ریزش موی آندروژنیک مرتبط باشد.
تستوسترون از هورمون‌های استروییدی بدن از نوع آندروستان است که ساختمان اصلی سازنده آن را کلسترول تشکیل می‌دهد. تولید تستوسترون پیش از دو ماهگی جنین در رحم مادر آغاز می‌شود. تولید این هورمون در دوره بلوغ جنسی در پسران افزایش یافته و عامل اصلی تغییرات فیزیکی این دوران به‌شمار می‌آید. به‌طور متوسط بدن هر مرد، روزانه ۳۰ برابر بیشتر از بدن هر زن تستوسترون تولید می‌کند.
تستوسترون همچنین به‌عنوان یک داروی تجویزی در درمان مردان دچار کم‌کاری غده‌های جنسی و در درمان برخی انواع سرطان پستان در زنان کاربرد دارد. همچنین از تستوسترون به‌طور غیرقانونی برای تقویت هیکل و عملکرد آن، به عنوان مثال در ورزشکاران استفاده می‌شود. سازمان جهانی مبارزه با دوپینگ استفاده از آن را ممنوع اعلام کرده است.

## بیوشیمی

### بیوسنتز
بیوسنتز یا تولید بیش از ۹۵ درصد از تستوسترون تولیدی در بدن مردان، توسط بیضه‌ها انجام می‌گیرد. مقدار باقی‌مانده نیز عمدتاً در غدد فوق کلیه تولید می‌شود. تولید تستوسترون در بدن زنان، توسط غدد فوق کلیه، تخمدان‌ها و در طول دورهٔ بارداری در جفت جنین انجام می‌شود.

### تنظیم بیوسنتز
با کاهش تستوسترون در خون یا در زمان نیاز، توسط هورمون لوتئینی (LH) که از بخش پیشین غده هیپوفیز ترشح شده و با اثر بر سلول‌های بینابینی مقدار ترشح آن را افزایش می‌دهد. چند هورمون جنسی مردانه از جمله تستوسترون، دی هیدروتستوسترون و آندرستندیون ترشح می‌کنند که به مجموعهٔ آن‌ها آندروژن می‌گویند. تستوسترون به حدی بیشتر از هورمون‌های دیگر است که می‌توان آن را هورمون اصلی بیضه دانست، گرچه بخش زیادی از تستوسترون و شاید بیشتر آن در بافت‌های هدف به هورمون فعال‌تر دی‌هیدروتستوسترون تبدیل می‌شود. تستوسترون به وسیلهٔ سلول‌های بینابینی یا سلول‌های لایدیگ ترشح می‌شود که در میان بافت لابلای لوله‌های منی‌ساز قرار دارند و حدود ۲۰ درصد از وزن بیضه‌های افراد بالغ را تشکیل می‌دهند. در دوران کودکی تقریباً هیچ سلول لیدیگی در بیضه‌ها وجود ندارد و تقریباً هیچ مقدار تستوسترون از بیضه‌ها ترشح نمی‌شود اما تعداد زیادی از این سلول‌ها طی دو سه‌ماهه نخست پس از تولد پسران و در مردان بالغ وجود دارد و لذا در این دو دوره مقدار زیادی تستوسترون از بیضه‌ها ترشح می‌شود. به علاوه اگر سلول‌های میان بافتی لیدیگ دچار تومور شوند مقدار زیادی تستوسترون ترشح می‌کنند؛ و بالاخره در صورت تخریب اپیتلیوم زایای بیضه‌ها بر اثر درمان با اشعهٔ X یا حرارت بیش از حد، سلول‌های لیدیگ که کمتر آسیب می‌بینند غالباً به تولید تستوسترون ادامه می‌دهند.

### متابولیسم
حدود ۳۳ درصد از تستوسترون پس از ترشح از بیضه‌ها، به سستی به آلبومین پلاسما متصل می‌شود. ۶۵ درصد آن نیز به‌طور محکم‌تر به نوعی بتا گلوبولین موسوم به گلوبولین متصل‌شونده به هورمون جنسی (SHBG) اتصال می‌یابد. حدود ۱/۵ تا ۲ درصد از تستوسترون تولید شده نیز به‌صورت آزاد و غیرمتصل وارد خون می‌شود. تستوسترون سپس حدود ۳۰ دقیقه تا چند ساعت در خون گردش می‌کند. تا آن زمان تستوسترون یا به بافت‌ها منتقل شده یا به محصولاتی غیرفعال تجزیه می‌گردد. بخش زیادی از تستوسترونی که در بافت‌ها مستقر می‌شود در سلول‌ها به دی‌هیدروتستوسترون تبدیل می‌شود به ویژه در اعضای خاص هدف مانند غدهٔ پروستات در مردان بالغ و دستگاه تناسلی خارجی جنین پسر. برخی از اثرات تستوسترون به این تبدیل وابسته‌اند درحالی‌که برخی دیگر چنین نیستند.

### تجزیه و دفع
تستوسترونی که در بافت‌ها مستقر نشده به سرعت و بیشتر در کبد به آندروسترون و دهیدرواپی‌اندروسترون سولفات تبدیل می‌شود و همزمان در کبد با زیست‌دگرگونی به صورت گلوکورونید یا سولفات (بیشتر گلوکورونید) در می‌آید. این‌ها یا از طریق صفرا به درون روده دفع می‌شوند یا از طریق کلیه‌ها وارد ادرار شده و دفع می‌گردند.

## عملکرد
تستوسترون مهم‌ترین هورمون مردانه و بسیار مؤثر در رشد و تکامل اندام‌های جنسی و بروز صفات ثانویه جنسی مردان مانند رویش موی صورت، بم شدن صدا، ریزش موی سر و خواص آنابولیک مانند رشد عضلات و توده استخوانی می‌باشد. این هورمون باعث جهش رشد در نوجوانان و توقف رشد قدی با بستن صفحات رشد در دو انتهای استخوان‌ها می‌شود. تستوسترون باعث ساخته شدن بافت‌ها می‌گردد. محل اصلی ساخت و ترشح این هورمون در بدن مردها بیضه است هر چند که مقدار کمی در غده فوق کلیوی هم تولید می‌شود لذا برداشتن بیضه‌ها موجب کاهش صفات ثانویه جنسی می‌شود.
به‌طور کلی تستوسترون مسئول ایجاد صفات متمایز بدن مردانه است. حتی در طول زندگی جنینی هم هورمون اچ‌سی‌جی، بیضه‌ها را وادار به ترشح مقادیر متوسطی از تستوسترون می‌کند و تستوسترون در تمام دورهٔ تکامل جنینی و حداقل ۱۰ هفته پس از تولد ترشح می‌شود؛ از آن پس در دوران کودکی تقریباً هیچ مقدار تستوسترون تولید نمی‌شود. اما در حدود سنین ۱۰ تا ۱۳ سالگی که شروع بلوغ است، ترشح تستوسترون تحت تأثیر هورمون‌های گنادوتروپیک هیپوفیز قدامی به سرعت افزایش می‌یابد و این ترشح زیاد در بیشتر بقیهٔ طول عمر ادامه می‌یابد ولی پس از ۵۰ سالگی به سرعت کاهش می‌یابد و تا ۸۰ سالگی به ۲۰ تا ۵۰ درصد حداکثر ترشح آن می‌رسد.
بیضه‌های جنین پسر در حدود هفتمین هفته از زندگی رویانی شروع به آزادسازی تستوسترون می‌کنند. در واقع یکی از تفاوت‌های عمدهٔ عملی میان کروموزوم‌های جنسی زنانه و مردانه این است که کروموزوم مردانه ژن SRY (ژن ناحیهٔ تعیین جنسیت Y) دارد که حامل رمز پروتئین فاکتور تعیین بیضه (یا پروتئین SRY) می‌باشد. پروتئین SRY آبشاری از فعال سازی‌های ژنی را آغاز می‌کند که ستیغ تناسلی(genital ridge) در حال تشکیل را به سلول‌های مترشحهٔ تستوسترون متمایز می‌کنند و نهایتاً بیضه را می‌سازند درحالی‌که کروموزوم زنانه باعث تمایز ستیغ به سلول‌های مترشحهٔ استروژن‌ها می‌شود.

## کاهش تستوسترون
عوامل مختلفی باعث کاهش تستوسترون در مردان می‌شود که یکی از شایع‌ترین علل آن، افزایش سن است. از علل دیگر آن می‌توان به بیخوابی، سیگار، الکل، برخی داروها، رادیوتراپی، گرما و استفاده از حمام و سونای داغ، نهانی بیضه‌ها، دیابت، سندروم کالمن، جراحی و برداشت بافت بیضه، تومورهای بیضه، تومورهای کبد، واریکوسل و تومورهای هیپوفیز اشاره کرد.

### علائم
اُفت روابط جنسی از شایع‌ترین علایم ناشی از کاهش تستوسترون است. علایم دیگر شامل افسردگی، تغییر در توان شناسایی افراد، کاهش انرژی، کاهش میل جنسی، کاهش تحرک، پرخاشگری، عدم تمرکز، درد عضلانی، گر گرفتگی و بی خوابی بعد از غذا خوردن می‌باشد. در معاینه بدنی، معمولاً کاهش حجم بیضه‌ها، کاهش موهای بدن، کاهش حجم عضلات و پوکی استخوان را می‌توان دید. تشخیص معمولاً از راه اندازه‌گیری تستوسترون و LE نمونه خون ۸ صبح است. البته در موارد مشکوک می‌توان هورمون‌های تیروئید، ملاتونین، DHEA و فاکتور شبه انسولین را نیز اندازه‌گیری کرد.

### عوارض کاهش تستوسترون
اغلب مردان بعد از سن ۳۰ سالگی دچار روند نزولی در سطح تستوسترون خون می‌شوند که این امر خطر ابتلا به بیماری‌های قلبی، دیابت نوع ۲، چاقی، کم شدن تراکم استخوان و مواد معدنی، اختلال در عملکرد جنسی و کاهش توان عضلانی را در پی دارد. خانم‌ها نیز در اثر کاهش سطح این هورمون آنابولیک در بدنشان دچار مشکل می‌شوند. کاهش تستوسترون سبب از بین رفتن تعادل بین تستوسترون و استروژن می‌گردد که نتیجه آن افزایش چربی بدن، کاهش حجم و توده عضلات، کندی متابولیسم، کاهش استقامت بدن و پوکی استخوان است. کم‌شدن تستوسترون در مردان باعث بزرگ شدن پستان‌ها و کوچک شدن آلت تناسلی و اختلال نعوظ نیز می‌شود.

### درمان
برای درمان کمبود این هورمون در بدن، معمولاً از تستوسترون با اشکال خوراکی، تزریقی یا موضعی استفاده می‌شود. اگر کاهش تستوسترون بخاطر وجود یا پیش‌رفت بیماری‌ای در بدن باشد، باید برای درمان بیماری اقدام نمود.

## تأثیرات تستوسترون بر بدن

### توزیع موهای بدن
تستوسترون باعث رویش موهای مناطق زیر می‌شود:
- روی پوبیس
- در طول خط سفید شکم گاه تا ناف و بالاتر
- روی صورت
- معمولاً بر روی سینه
- با شیوع کمتر بر روی سایر نواحی بدن مانند پشت

تستوسترون موهای بیشتر قسمت‌های دیگر بدن را هم پرپشت‌تر می‌کند.

### طاسی
تستوسترون رشد موی سر را کم می‌کند؛ مردانی که بیضه‌های فعال ندارند طاس می‌شوند اما بسیاری از مردانی که صفات ثانویهٔ جنسی در آن‌ها بارز است هرگز طاس نمی‌شوند زیرا طاسی معلول دو عامل است:
1. زمینهٔ ژنتیکی ایجاد طاسی
2. ترشح مقادیر زیاد هورمون‌های آندروژنی به همراه زمینهٔ ژنتیکی مزبور

زنانی که زمینهٔ ژنتیکی مساعد دارند و دچار تومورهای آندروژنی طویل‌المدت نیز می‌شوند همچون مردان طاس می‌گردند.

### تأثیر بر صدا
تستوسترون ترشح شده باعث کلفت شدن صدا می‌شود

### تأثیر بر پوست
تستوسترون ضخامت پوست کل بدن را افزایش می‌دهد و زمختی بافت‌های زیر جلدی را زیاد می‌کند. تستوسترون میزان ترشح برخی از غدد سباسه بدن یا شاید تمام آن‌ها را افزایش می‌دهد. ترشح بیش از حد از غدد سباسه صورت اهمیت خاصی دارد زیرا ترشح زیاد این غدد می‌تواند موجب پیدایش آکنه (acne) شود؛ بنابراین آکنه (یا به اصطلاح جوش جوانی) یکی از شایعترین مشخصات دورهٔ نوجوانی است که بدن مرد برای نخستین بار در معرض تستوسترون زیاد قرار می‌گیرد. پس از چند سال از ترشح تستوسترون، پوست به‌طور طبیعی خود را به نوعی با تستوسترون سازگار می‌کند و بدین ترتیب بر آکنه فائق می‌آید.

### تأثیر بر عضلات
تستوسترون پروتئین سازی و تکامل عضلات را افزایش می‌دهد.
یکی از مهم‌ترین صفات مردانه تکامل فزایندهٔ عضلات پس از بلوغ است به طوری که حجم تودهٔ عضلانی مرد به‌طور متوسط حدود ۵۰ درصد بیش از تودهٔ عضلانی زن می‌شود. این حالت با افزایش پروتئین در قسمت‌های غیر عضلانی بدن نیز همراه است. بسیاری از تغییرات پوست به دلیل نشست پروتئین‌ها در پوست است و تغییرات صدا هم تاحدودی ناشی از همین عملکرد آنابولیک تستوسترون در مورد پروتئین‌ها است.
با توجه به اثر بزرگ تستوسترون و سایر آندروژن‌ها بر عضلات بدن، ورزشکاران به‌طور گسترده از یک آندروژن صناعی برای بهبود قوای عضلانی خود استفاده می‌کنند. این کار باید به شدت تقبیح شود زیرا تستوسترون زائد در بلند مدت اثراتی زیانبار  دارد.
در سنین پیری هم از تستوسترون به عنوان نوعی هورمون جوانی استفاده می‌کنند تا قدرت عضلانی را بهبود بخشند گرچه نتایج آن زیر سؤال است.

### تأثیر بر استخوان بندی
تستوسترون ماتریس استخوانی را افزایش می‌دهد و باعث احتباس کلسیم می‌شود. در پی افزایش تستوسترون گردش خون هنگام بلوغ یا پس از تزریق بلند مدت تستوسترون به حد چشمگیری زیاد می‌شود و مقدار املاح رسوبی کلسیم در آن‌ها تا حد چشمگیری افزایش می‌یابد. پس تستوسترون مقدار کل ماتریس استخوان را زیاد می‌کند و سبب احتباس کلسیم می‌شود. معتقدند افزایش ماتریس استخوان حاصل اثر عمومی تستوسترون در آنابولیسم پروتئین‌ها و اثر آن در رسوب املاح کلیسم در پاسخ به افزایش پروتئین است.
سرانجام تستوسترون اثرات خاصی به ترتیب زیر بر لگن دارد:
- باریک کردن خروجی لگن
- طویل کردن آن
- ایجاد شکل قیف مانند به جای شکل تخم مرغی که در لگن زن دیده می‌شود
- افزایش زیاد استحکام لگن جهت تحمل بار
- لگن مرد در غیاب تستوسترون شبیه لگن زن می‌شود.

باتوجه به توان تستوسترون در افزایش اندازه و قدرت استخوان، گاه از آن برای درمان پیرمردان مبتلا به استئوپورز استفاده می‌کنند.
اگر مقدار زیادی تستوسترون یا هرگونه آندروژن دیگر به‌طور غیرطبیعی در کودک در حال رشد ترشح شود سرعت رشد استخوان به شدت کاهش می‌یابد و باعث نقص در ساختار کل بدن نیز می‌شود. علت این امر، اثر تستوسترون بر بخش‌های رشدکننده استخوان است و سبب جوش خوردن اپی فیزهای استخوان‌های دراز در سنی پایین‌تر به تنهٔ استخوان‌های مربوط می‌شود؛ بنابراین با وجود سرعت زیاد رشد، این جوش خوردن زودرس اپی فیزها باعث می‌شود قد شخص از حالتی که تستوسترون اصلاً ترشح نمی‌گردد نیز کوتاهتر شود. حتی در مردان طبیعی هم قد نهایی شخص مختصری کوتاهتر از قدی است که در صورت اخته شدن پیش از بلوغ به‌دست می‌آمد.

### تأثیر بر میزان متابولیسم پایه
تستوسترون میزان متابولیسم پایه را بالا می‌برد. تزریق مقادیر زیاد تستوسترون می‌تواند میزان متابولیسم پایه را تا ۱۵ درصد افزایش دهد. حتی ترشح مقادیر معمول تستوسترون از بیضه طی دورهٔ نوجوانی و اوایل بزرگسالی هم باعث افزایش میزان متابولیسم پایه به میزان ۵ تا ۱۰ درصد نسبت به حالتی می‌شود که بیضه‌ها فعال نباشند. این افزایش میزان متابولیسم احتمالاً نتیجهٔ غیرمستقیم اثر تستوسترون بر آنابولیسم پروتئین‌ها است زیرا افزایش مقدار پروتئین‌ها به ویژه آنزیم‌ها فعالیت همهٔ سلول‌ها را زیاد می‌کند.

### تأثیر بر گلبول‌های قرمز خون
تستوسترون گلبول‌های قرمز خون را افزایش می‌دهد. اگر تستوسترون را به مقدار طبیعی به بدن یک بزرگسال اخته (castrated) تزریق کنیم، تعداد گلبول‌های قرمز در هر میلی متر مکعب خون ۱۵ تا ۲۰ درصد زیاد می‌شود. همچنین مردان به‌طور متوسط در هر میلی‌متر مکعب خون حدود ۷۰۰۰۰۰ گلبول قرمز بیش از زنان دارند. با وجود ارتباط قوی میان تستوسترون و افزایش هماتوکریت، به نظر نمی‌رسد که تستوسترون مستقیماً میزان اریتروپوییتین را افزایش دهد یا اثری مستقیم بر تولید گلبول‌های قرمز داشته باشد. حداقل بخشی از این اثر تستوسترون در افزایش تولید گلبول‌های قرمز ممکن است ناشی از افزایش میزان متابولیسم پس از تجویز تستوسترون باشد.

### تعادل آب و الکترولیت
هورمون‌های استروییدی زیادی می‌توانند باز جذب سدیم را در توبول‌های دیستال کلیه‌ها افزایش دهند. تستوسترون هم چنین اثری دارد، ولی اثر آن در مقایسه با مینرالوکورتیکوییدهای فوق کلیه جزئی است. با وجود این حجم خون و مایع خارج سلولی بدن مرد پس از بلوغ نسبت به وزنش قریب ۵ تا ۱۰ درصد افزایش می‌یابد.

## کاربرد دارویی
تستوسترون به‌عنوان یک دارو برای درمان کم‌کاری غده‌های جنسی، آشفتگی جنسیتی و درمان برخی از انواع سرطان پستان تجویز می‌شود. تستوسترون، یک داروی ژنریک و یکی از داروهای ضروری سازمان جهانی بهداشت، و از مهم‌ترین داروها در نظام سلامت است.
این دارو به‌صورت برچسب پوستی، قرص خوراکی، تزریق عضلانی و داروی زیرزبانی تجویز می‌شود. تستوسترون همچنین توسط برخی ورزشکاران برای افزایش توان فیزیکی مصرف می‌شود. در تقسیم‌بندی‌های داروهای ممنوعه توسط سازمان جهانی مبارزه با دوپینگ، تستوسترون دارویی «در همهٔ زمان‌ها ممنوع» اعلام شده است.
ترکیبات متعددی با فرمول شیمیایی یا عملکرد مشابه تستوسترون نیز به عنوان داروهای آندروژن ساخته شده‌اند مانند دانازول، ناندرولون که کاربردهای متعددی دارند.